# Torpet Kärrtorp

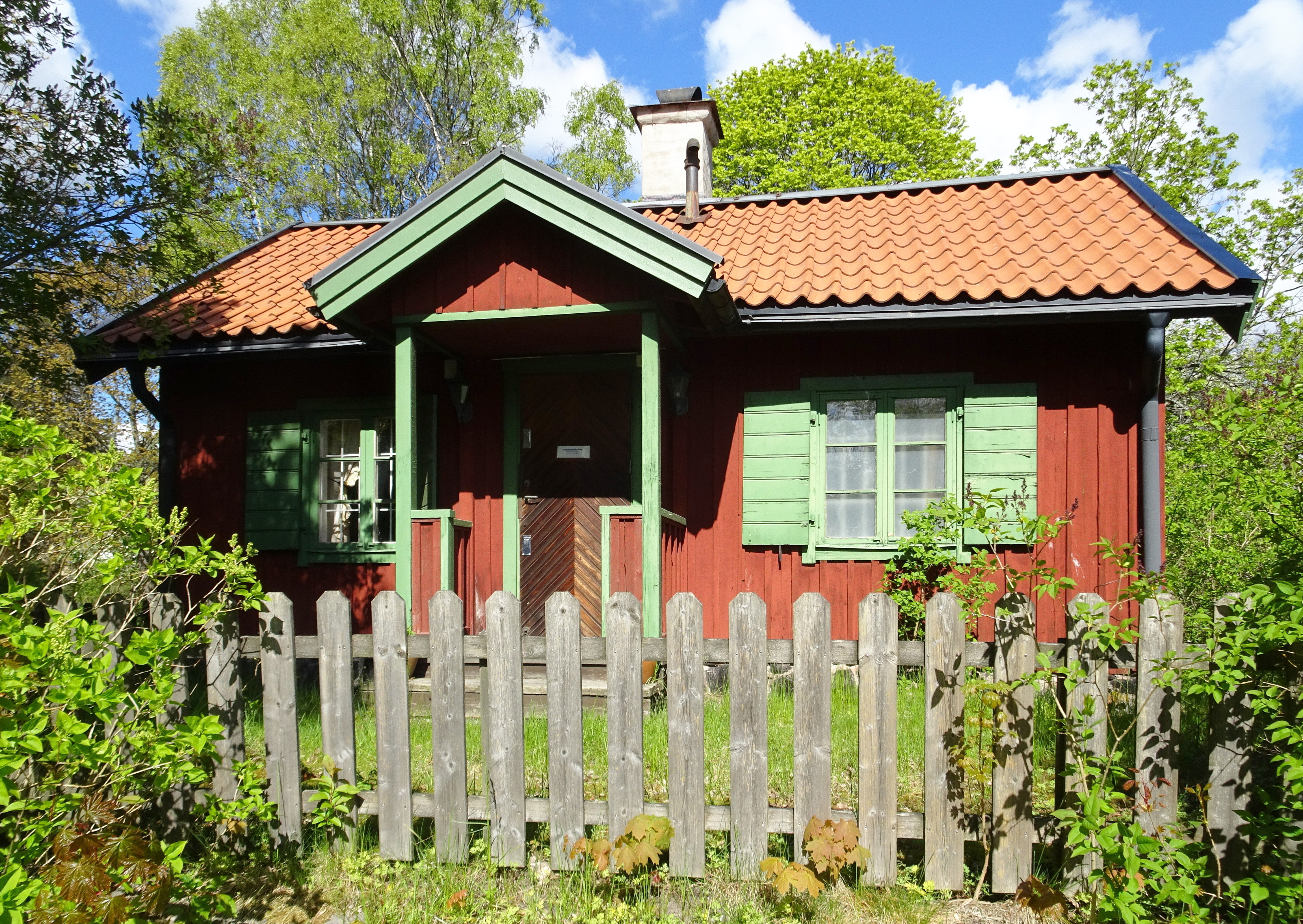
Kärrtorpet i maj 2020. I bakgrunden syns bostadshusen vid Söderarmsvägen.

Kärrtorp var ett torp under Hammarby gård som gav stadsdelen Kärrtorp i Stockholm sitt namn. Torpstugan och ett av torpets uthus finns bevarade och står i Kärrtorpsparkens södra del nära Kärrtorpsvägen i Söderort.

## Historik

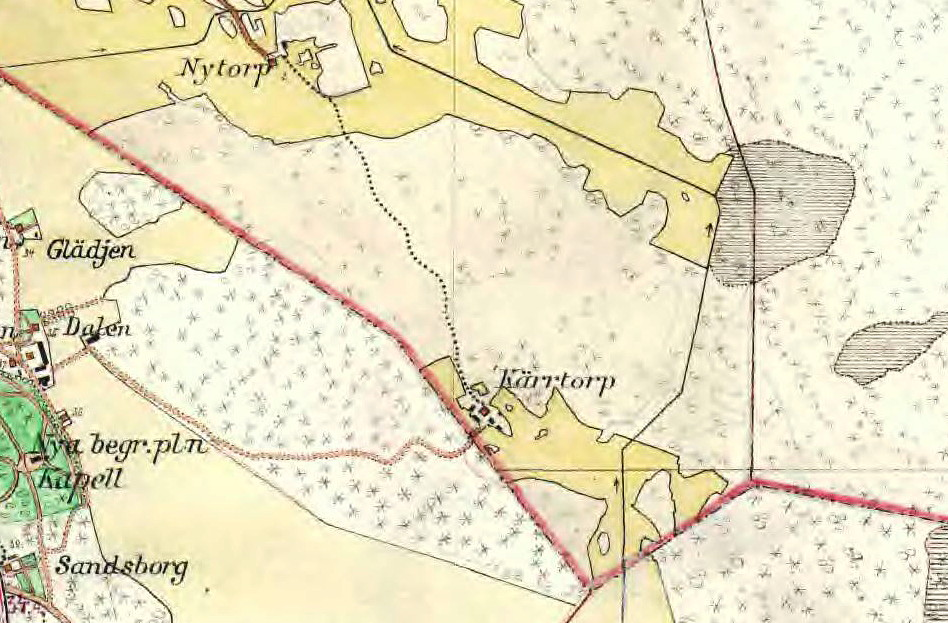
Kärrtorp och Nytorp vid sekelskiftet 1900.

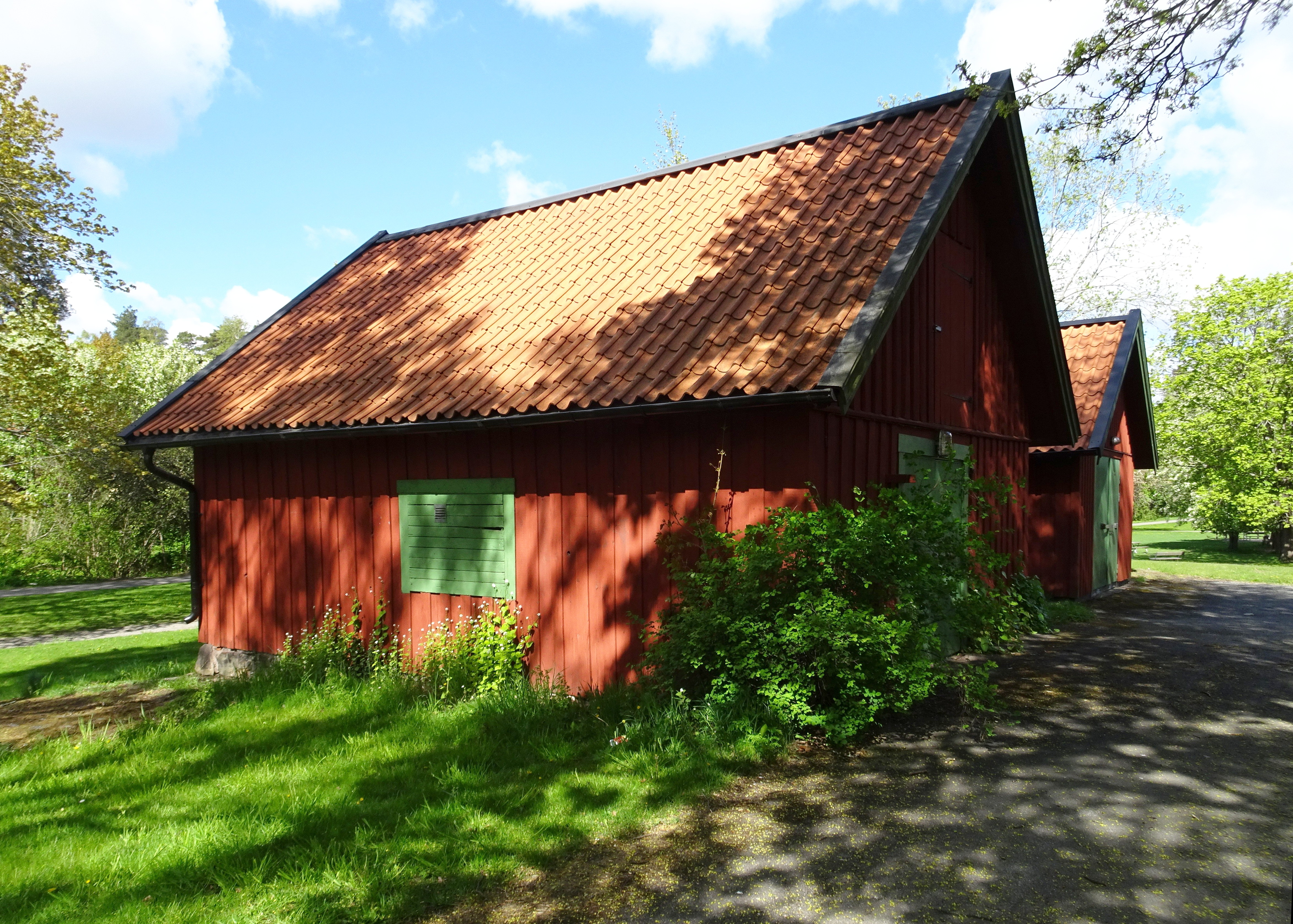
Torpets före detta lada (närmast), 2020.

Kärrtorp var ett bland flera torp som lydde under egendomen Hammarby gård. Hammarbys ägor sträckte sig från Hammarby sjö och Sicklasjön i norr till Skarnäcks gårds egendom i söder. Där stå fortfarande gränsmarkeringen, kallad Vita sten. Längst i söder låg torpet Kärrtorp, ett litet torpställe vid ett till större delen torrlagt kärr, därav namnet.
Den ännu bevarade huvudbyggnaden uppfördes 1895 på en husgrund från 1790-talet. Till stället hörde utöver mangården även ”Lilla stugan”, några uthus och ett stall. Som framgå på ett fotografi från 1905 var Lilla stugan ett mycket enkelt bostadshus med plåtskorsten och papptak men byggdes om, förlängdes och försågs murad skorsten samt tegeltak. På 1930-talet bodde familjen Järnström bestående av fyra personer i Kärrtorpet. Man hade en arbetshäst, en gris och några höns. Järnström körde grus och skötte snöplogningen, för övrigt bedrev familjen jordbruk.
Torpet tillhörde Hammarby fram till 1947 då Stockholms stad förvärvade hela området för att där låta anlägga den nya stadsdelen Kärrtorp. Fram till dess bestod stadsdelens historiska bebyggelse av Nytorp och Kärrtorp. Nytorp existerar inte längre (se Nytorps gärde) men en del av Kärrtorpets mark fick vara kvar och blev till ett koloniområde samt parken Gränsberget. Lilla stugan revs när bebyggelsen vid Söderarmsvägen började uppföras i början på 1950-talet. Mangården och ett av uthuset bevarades. Den tidigare huvudbyggnaden rustades upp och användes länge av parkarbetare som raststuga. På 1980-talet gjordes huset om till bostad. Idag är stugan och ett av uthusen grönmärkta av Stadsmuseet i Stockholm vilket innebär att bebyggelsen anses vara ”särskilt värdefull från historisk, kulturhistorisk, miljömässig eller konstnärlig synpunkt”.

### Historiska bilder

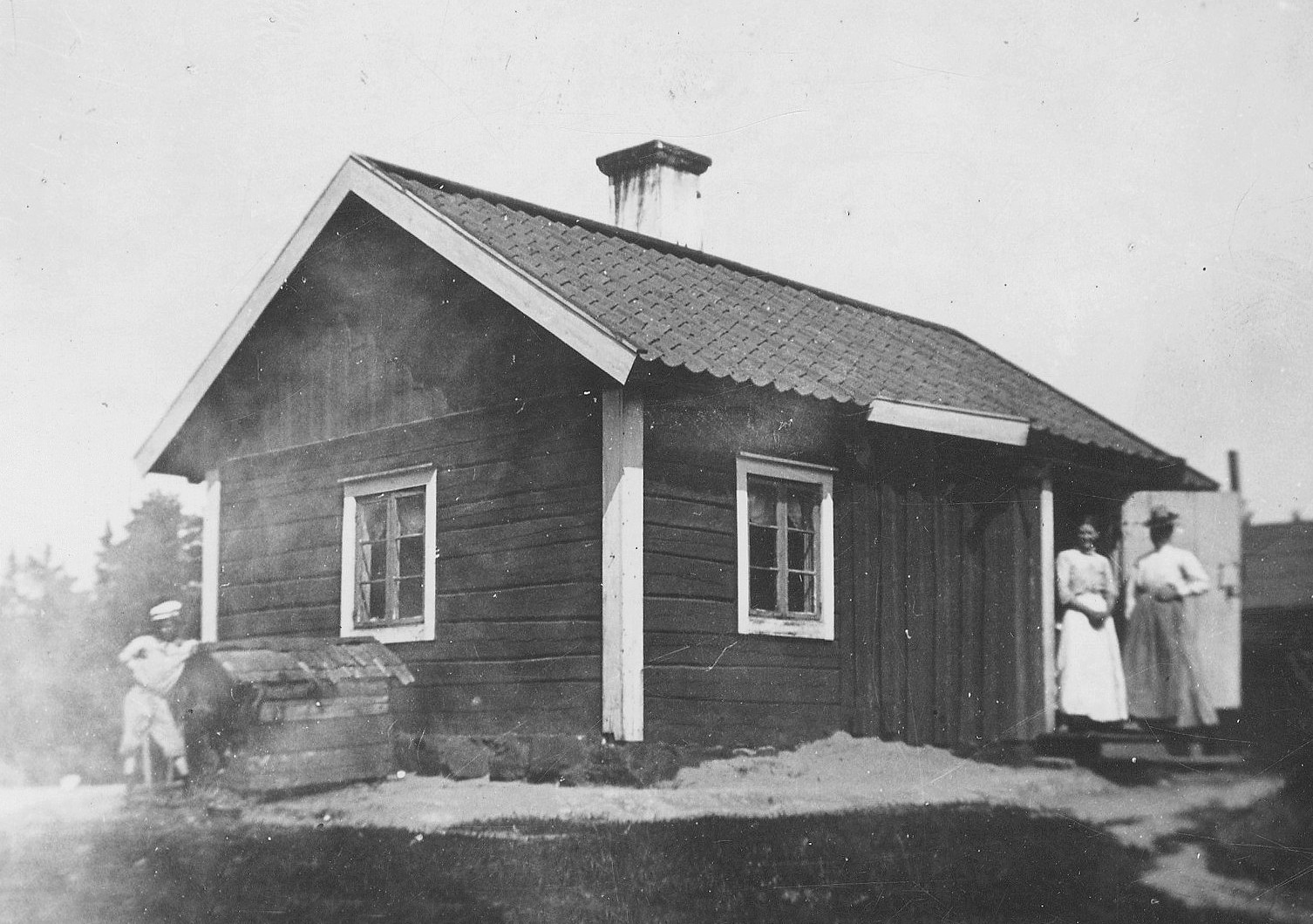
Huvudbyggnaden 1905.
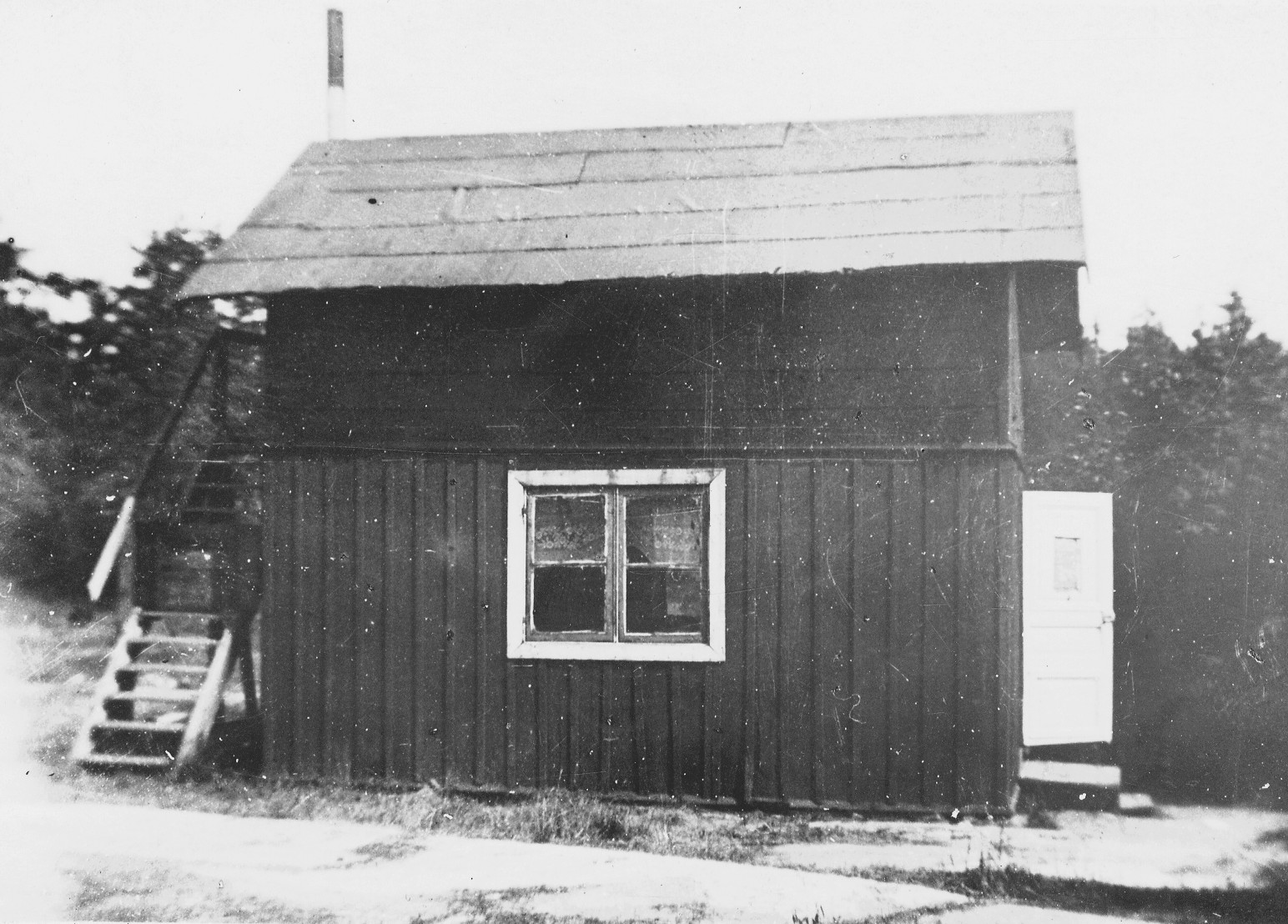
Lilla stugan 1905.
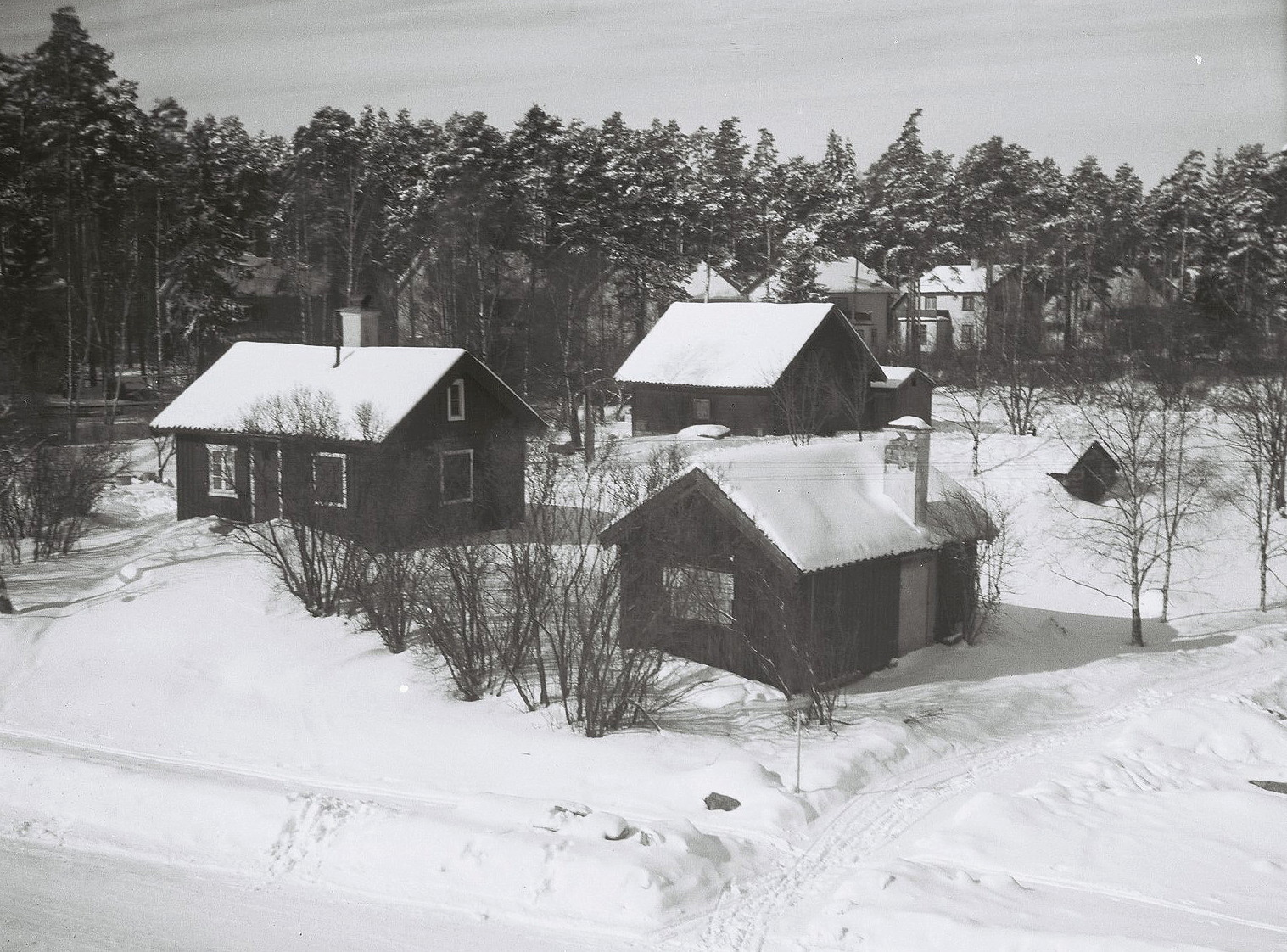
Bebyggelsen 1950 (huvudbyggnaden till vänster och "Lilla stugan" närmast).
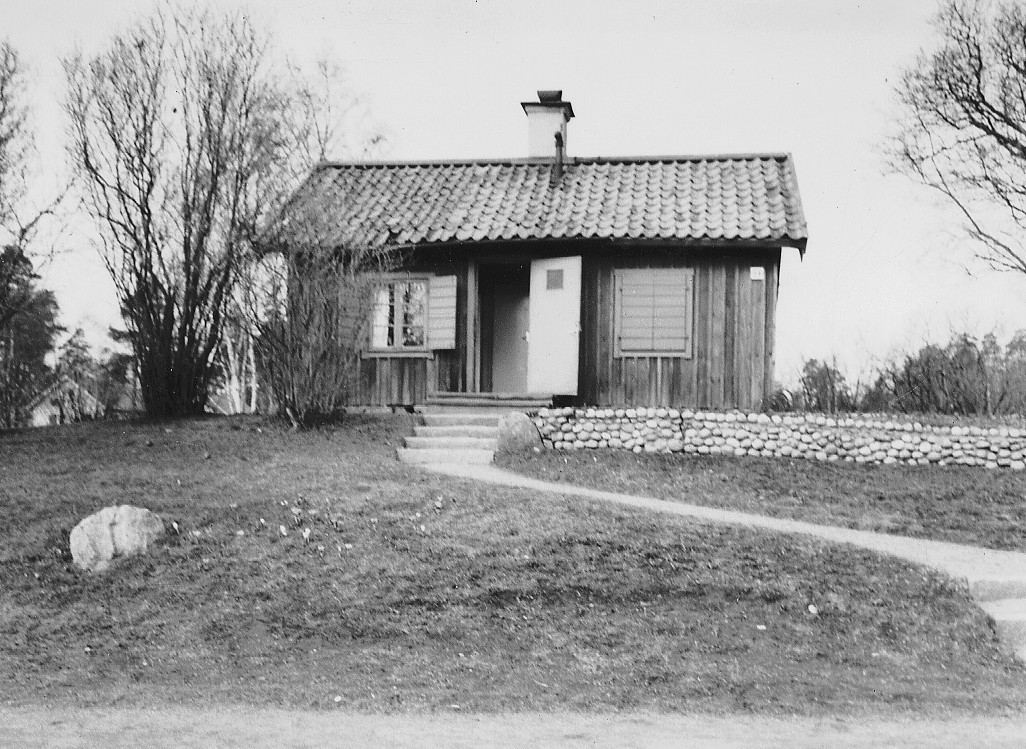
Huvudbyggnaden 1967 (fortfarande utan förstukvist).

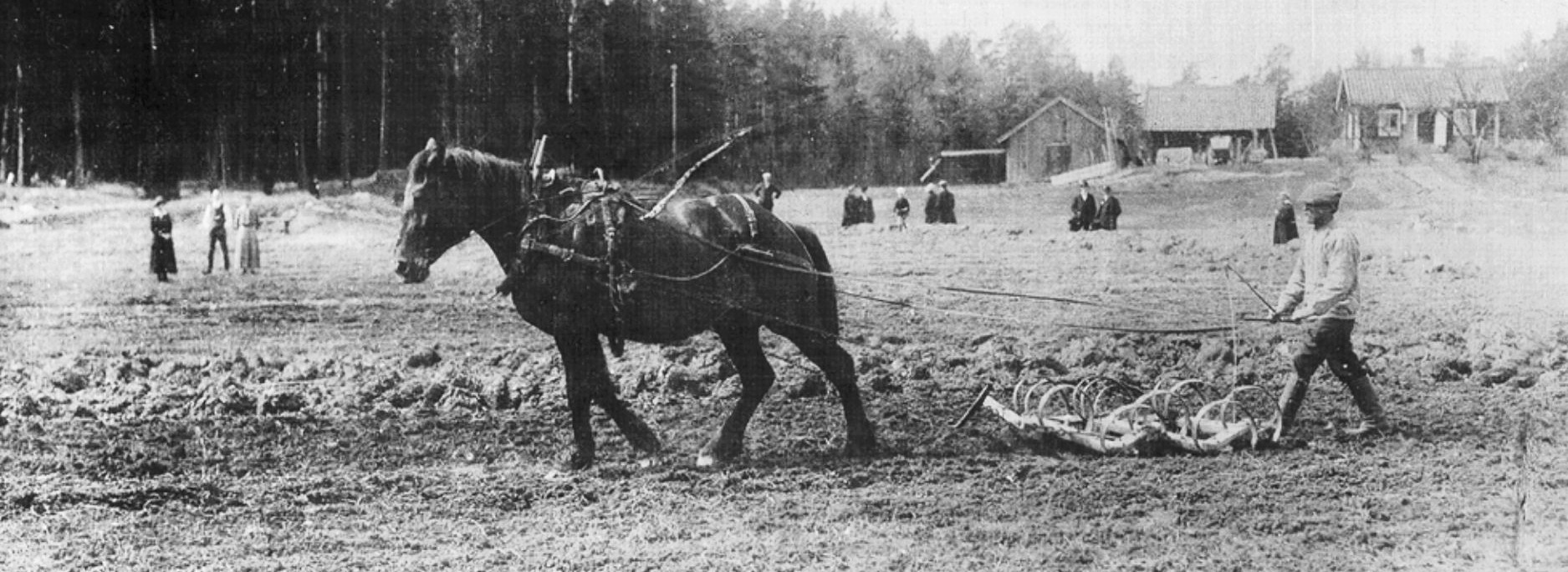
Vårbruk på Kärrtorp vid 1900-talets början, torpstugan syns i bakgrunden.